# Demonax fortis
Demonax fortis là một loài bọ cánh cứng trong họ Cerambycidae.